# NGC 4917
NGC 4917 is een balkspiraalstelsel in het sterrenbeeld Jachthonden. Het hemelobject werd op 20 maart 1828 ontdekt door de Britse astronoom John Herschel.

## Synoniemen
- UGC 8130
- MCG 8-24-23
- ZWG 245.11
- PGC 44838